# Río Cifuentes
Der Río Cifuentes (cifuentes = „hundert Quellen“) ist ein etwa 15 km langer Nebenfluss des Tajo in der Landschaft der Alcarria in der Provinz Guadalajara in der Region Kastilien-La Mancha in Zentralspanien.

## Verlauf
Der Río Cifuentes entspringt aus mehreren Quellbächen (arroyos); als seine eigentliche Quelle gilt jedoch oft der Felsen unterhalb der Burg (castillo) von Cifuentes. Er fließt zunächst in südliche Richtung und quert den Süden der Gemeinde; beim Ort Gargoles de Abajo wendet er sich nach Südosten, um – von Norden kommend – beim Ort Trillo in den Tajo zu münden.

## Nebenflüsse
Außer einigen Bächen hat der Río Cifuentes keine Nebenflüsse.

## Orte am Fluss
Cifuentes und Trillo

## Uferlandschaft
Das umliegende Gebiet ist überwiegend bergig und felsig. Wanderungen entlang des Flussufers sind nur über kurze Strecken möglich. Es gibt Angelmöglichkeiten auf Forellen (truchas).